# Reprezentacja Mołdawii na Mistrzostwach Świata w Narciarstwie Klasycznym 2009
Reprezentacja Mołdawii na Mistrzostwach Świata w Narciarstwie Klasycznym 2009 liczyła 3 sportowców. Najlepszym wynikiem było 84. miejsce (Victor Pînzaru) w sprincie mężczyzn.

## Medale

### Złote medale
Brak

### Srebrne medale
Brak

### Brązowe medale
Brak

## Wyniki

### Biegi narciarskie mężczyzn
Sprint
- Victor Pînzaru - 84. miejsce (odpadł w kwalifikacjach)
- Sergiu Balan - 100. miejsce (odpadł w kwalifikacjach)

### Biegi narciarskie kobiet
Sprint
- Alexandra Camenscic - 85. miejsce (odpadła w kwalifikacjach)